# أناتولي هيري
أناتولي هيري (مواليد 31 مارس 1989) هو مبارز بالسيف أوكراني، مثّل بلاده في الألعاب الأولمبية الصيفية 2016.

## روابط خارجية
أناتولي هيري على موقع الاتحاد الدولي للمبارزة (الإنجليزية)
- أناتولي هيري على موقع الاتحاد الأوروبي للمبارزة (الإنجليزية)
- أناتولي هيري على موقع اللجنة الأولمبية الدولية (الإنجليزية)
- أناتولي هيري على موقع أوليمبيديا (الإنجليزية)